# Amauronematus hyperboreus
Amauronematus hyperboreus är en stekelart som först beskrevs av Thomson 1871.  Amauronematus hyperboreus ingår i släktet Amauronematus, och familjen bladsteklar. Arten är reproducerande i Sverige.